# Alişar Höyük

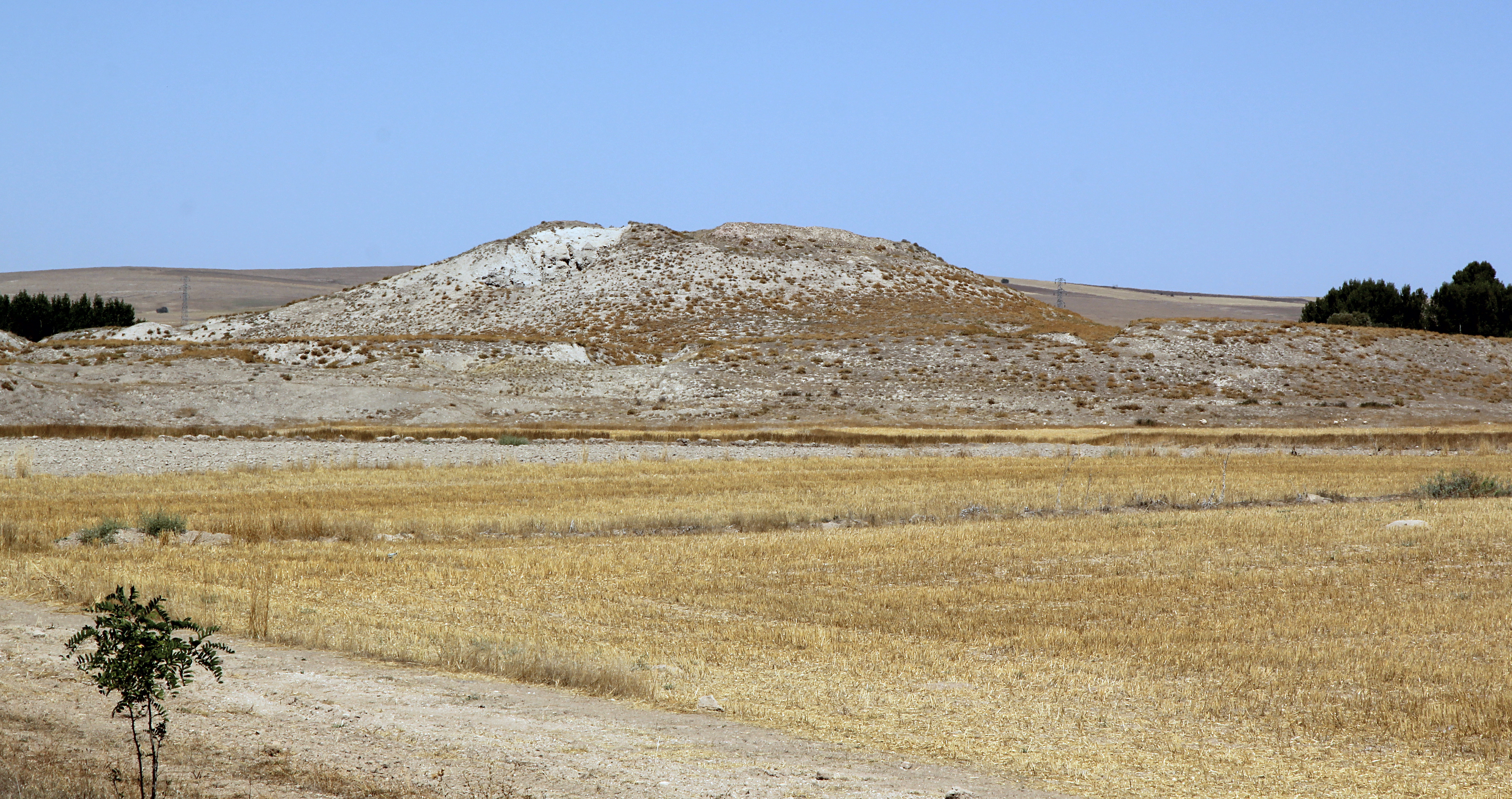
Alişar Höyük von Süden

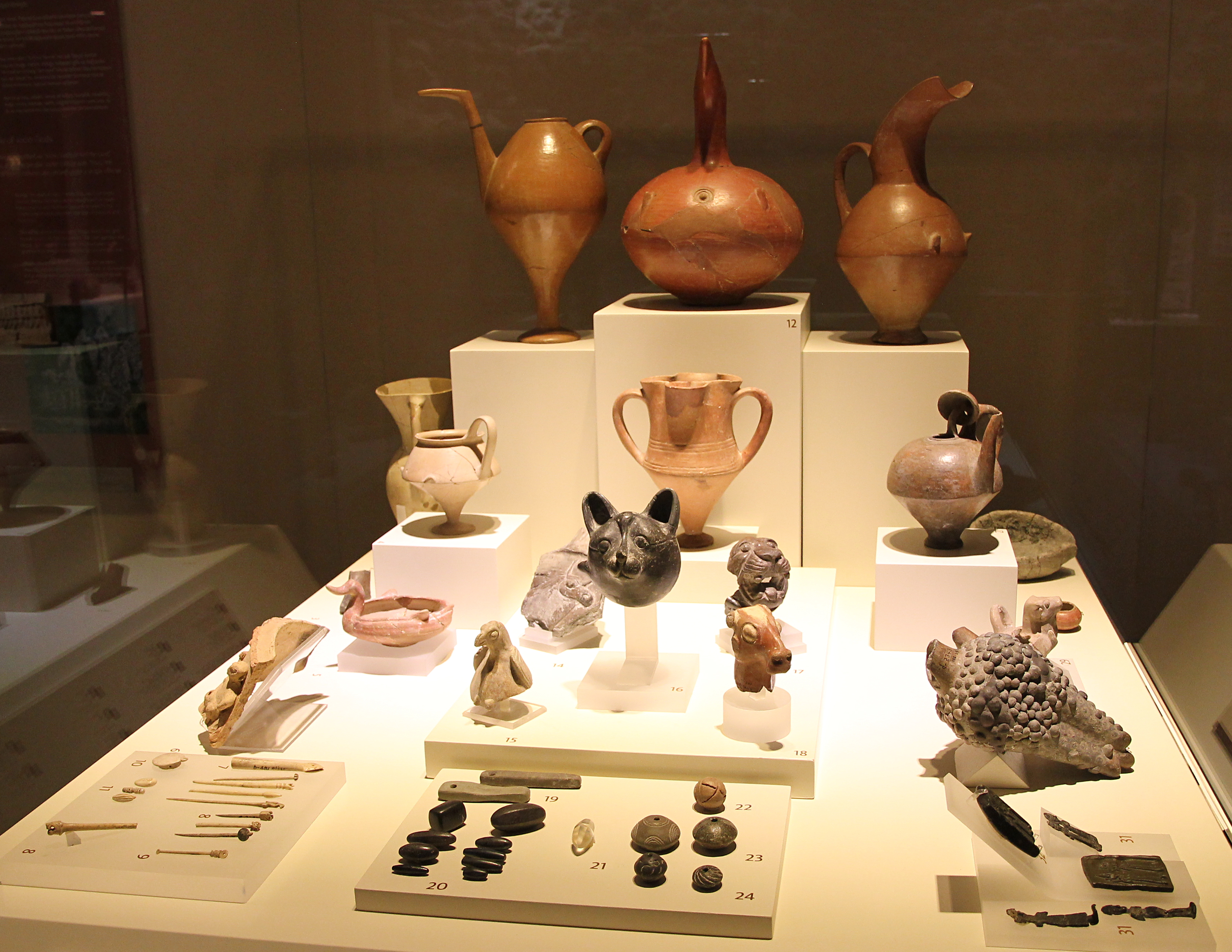
Funde aus Alişar im Museum für anatolische Zivilisationen, Ankara

Zentralanatolien während der kārum-Zeit

Alişar Höyük ist ein Siedlungshügel im östlichen Zentralanatolien (Provinz Yozgat). Er liegt zwischen Sorgun und Sarıkaya im Tal des Kanak Suyu, genauer gesagt an einem Nebenfluss des oberen Kanak Suyu, dem Alişar Özü Çayı. Die nächsten Dörfer sind Alişar im Süden und Karaveli im Nordwesten. Alışar Höyük liegt etwa 130 km nördlich von Kayseri. Der Tell nimmt ca. 18 ha ein und besteht aus einer Zitadelle und der durch eine massive Stadtmauer begrenzten Unterstadt.
Es wird von Gorny mit dem hethitischen Ankuwa gleichgesetzt.

## Ausgrabungen
Alişar Höyük wurde 1927–1932 durch ein Team der University of Chicago unter der Leitung von Hans Henning von der Osten (1899–1960) ausgegraben.
Seit den 1990ern gräbt hier wieder ein Team der University of Chicago, diesmal unter Leitung von Ronald L. Gorny.
Schicht 11T und 10T datieren in die Zeit der altassyrischen Handelskolonien.
Zerstörungsspuren in Schicht 11 gehen vielleicht auf die hethitische Eroberung zurück.
Die gefundenen Objekte sind im Museum für anatolische Zivilisationen in Ankara ausgestellt.

## Geschichte
Gorny nimmt an, dass die Stadt vielleicht ursprünglich hattisch war und im Zuge des hethitischen Vordringens von Kaneš nach Norden in das entstehende hethitische Imperium eingegliedert wurde.
In Alisar Höyük gefundene Wirtschaftstexte belegen, dass die Stadt Teil des altassyrischen Handelsnetzes war.